# Рафаел Сабатини
Рафаел Сабатини (Јези, 29. април 1875 — Аделбоден, 13. фебруар 1950) био је англо-италијански писац, најпознатији као аутор пустоловних романа, од којих су многи адаптирани у престижне холивудске филмове.

## Биографија
Рођен је у Језију, у породици италијанског оперског певача и енглеске оперске певачице. Током детињства живео је у низу држава, од Португала до Швајцарске, док се није скрасио код деде у Енглеској. Дотад је савршено савладао шест језика, а касније је тврдио да је енглески „језик на коме су написане све најбоље приче”.
Након краћег покушаја пословне каријере, као младић се посветио писању, започевши с кратким причама 1890-их, а потом и романима. Међутим, требало је готово четврт века пре него што је постигао комерцијални успех са својим пустоловним романима 1920-их. У међувремену је оженио Рут Год Диксон, ћерку богатог ливерпулског трговца. Године 1927. му је син Рафаел-Анђело погинуо у саобраћајној несрећи. Од супруге се развео 1931. године, а четири године након тога, 1935. се поново оженио Кристин Род, сестром своје бивше супруге.